# Premiul Emmy pentru cea mai bună miniserie
Premiul Emmy pentru cea mai bună miniserie (în engleză Primetime Emmy Award for Outstanding Limited Series) recunoaște excelența artistică a unei miniserii formate din două sau mai multe episoade, cu un timp total de cel puțin 150 de minute. Seria trebuie să prezinte o poveste completă, nerecurentă, și să nu aibă o continuare în sezoanele următoare.

## Istoric
Categoria a început ca Outstanding Drama/Comedy – Limited Episodes în 1973. Înainte de acel an, serialele și miniseriile concurau în aceeași categorie denumită Outstanding Series – Drama. Potrivit unui articol de ziar publicat în 1972 în Los Angeles Times, această schimbare ar fi fost cauzată de recenta intrare a unor miniserii britanice care au intrat în competiție cu serialele americane în aceeași categorie pre-existentă. Categoria a fost redenumită Outstanding Limited Series în 1974 și, mai târziu, Outstanding Miniseries în 1986.
În 1991 categoria Outstanding Miniseries a fuzionat cu categoria Outstanding TV Movie, numită atunci Outstanding Drama/Comedy Special, pentru a forma Outstanding Drama/Comedy Special and Miniseries și numărul nominalizărilor a crescut de la cinci la șase. În acel an, două miniserii au concurat cu patru filme de televiziune. Decizia a fost anulată în 1992. În 2011, ca urmare a numărului mic de miniserii eligibile din ultimii ani, categoriile au fuzionat din nou ca Primetime Emmy Award for Outstanding Miniseries or Movie înainte de anularea deciziei în 2014, în urma unui aflux de miniserii. Un an mai târziu, numele categoriei a fost schimbat în Outstanding Limited Series și regulile au fost concepute pentru a distinge această categorie de cea a unui film de televiziune prin existența a cel puțin două episoade și de cea a unui serial prin existența a maxim cinci episoade. Schimbarea regulilor din 2015 a permis ca mai multe serii TV să concureze în timp ce regulile anterioare forțau miniseriile să concureze cu sezoane complete ale unor seriale.

## Miniserii nominalizate și câștigătoare

### Anii 1970
| An                               | Miniserie | Producători | Rețea |
| -------------------------------- | --- | ----------- | ----- |
| 1972–1973 (25)                   | |             |       |
| Tom Brown's Schooldays           | John McRae, producător | PBS         |       |
| The Last of the Mohicans         | John McRae, producător | PBS         |       |
| The Life of Leonardo da Vinci    | Informație nedisponibilă | CBS         |       |
| 1973–1974 (26)                   | |             |       |
| Columbo (Sezonul 3)              | Dean Hargrove și Roland Kibbee, producători executivi; Douglas Benton, Robert F. O'Neill și Edward K. Dodds, producători                                   | NBC         |       |
| The Blue Knight                  | Lee Rich, producător executiv; Walter Coblenz, producător                                                                                                  | NBC         |       |
| McCloud (Sezonul 4)              | Glen A. Larson, producător executiv; Michael Gleason, producător                                                                                           | NBC         |       |
| 1974–1975 (27)                   | |             |       |
| Benjamin Franklin                | Lewis Freedman, producător executiv; George Lefferts și Glenn Jordan, producători                                                                          | CBS         |       |
| Columbo (Sezonul 4)              | Roland Kibbee și Dean Hargrove, producători executivi; Everett Chambers și Edward K. Dodds, producători                                                    | NBC         |       |
| McCloud (Sezonul 5)              | Glen A. Larson, producător executiv; Michael Gleason și Ron Satlof, producători                                                                            | NBC         |       |
| 1975–1976 (28)                   | |             |       |
| Upstairs, Downstairs (Sezonul 4) | Rex Firkin, producător executiv; John Hawkesworth, producător                                                                                              | PBS         |       |
| The Adams Chronicles             | Jac Venza, producător executiv; Virginia Kassel, producătorul seriei; Paul Bogart, Robert Costello, James Cellan Jones și Fred Coe, producători            | PBS         |       |
| Jennie: Lady Randolph Churchill  | Stella Richman, producător executiv; Andrew Brown, producător                                                                                              | PBS         |       |
| The Law                          | William Sackheim, producător | NBC         |       |
| Rich Man, Poor Man               | Harve Bennett, producător executiv; Jon Epstein, producător                                                                                                | ABC         |       |
| 1976–1977 (29)                   | |             |       |
| Roots                            | David L. Wolper, producător executiv; Stan Margulies, producător                                                                                           | ABC         |       |
| The Adams Chronicles             | Jac Venza, producător executiv; Virginia Kassel, producătorul seriei; Robert Costello, producător coordonator; Fred Coe și James Cellan Jones, producători | PBS         |       |
| Captains și the Kings            | Roy Huggins, producător executiv; Jo Swerling Jr., producător                                                                                              | NBC         |       |
| Madame Bovary                    | Richard Beynon, producător | PBS         |       |
| The Moneychangers                | Ross Hunter și Jacques Mapes, producători | NBC         |       |
| 1977–1978 (30)                   | |             |       |
| Holocaust                        | Herbert Brodkin, producător executiv; Robert Berger, producător                                                                                            | NBC         |       |
| Anna Karenina                    | Ken Riddington, producător executiv; Joan Sullivan, producătorul seriei; Donald Wilson, producător                                                         | PBS         |       |
| I, Claudius                      | Joan Sullivan, seriesproducător; Martin Lisemore, producător                                                                                               | PBS         |       |
| King                             | Edward S. Feldman, producător executiv; Paul Maslansky, producător; Bill Finnegan, producător supervizor                                                   | NBC         |       |
| Washington: Behind Closed Doors  | Stanley Kallis, producător executiv; Eric Bercovici și David W. Rintels, producători supervizori; Norman S. Powell, producător                             | ABC         |       |
| 1978–1979 (31)                   | |             |       |
| Roots: The Next Generations      | David L. Wolper, producător executiv; Stan Margulies, producător                                                                                           | ABC         |       |
| Backstairs at the White House    | Ed Friendly, producător executiv; Michael O'Herlihy, producător                                                                                            | NBC         |       |
| Blind Ambition                   | David Susskind, producător executiv; George Schaefer și Renée Valente, producători                                                                         | CBS         |       |

### Anii 1980
| An | Program | Producători | Rețea |
| --- | --- | ----------- | ----- |
| 1979–1980 (32) | |             |       |
| Edward & Mrs. Simpson | Andrew Brown, producător | Syndicated  |       |
| Disraeli | Joan Wilson, seriesproducător; Cecil Clarke, producător | PBS         |       |
| The Duchess of Duke Street | Joan Wilson, seriesproducător; John Hawkesworth, producător | PBS         |       |
| The Scarlett O'Hara War | David L. Wolper, producător executiv; Stan Margulies, producător | NBC         |       |
| 1980–1981 (33) | |             |       |
| Shōgun | James Clavell, producător executiv; Eric Bercovici, producător | NBC         |       |
| East of Eden | Mace Neufeld, producător executiv; Barney Rosenzweig, producător; Ken Wales, coproducer                                                                                     | ABC         |       |
| Masada | George Eckstein, producător | ABC         |       |
| Rumpole of the Bailey | Joan Wilson, seriesproducător; Jacqueline Davis, producător | PBS         |       |
| Tinker Tailor Soldier Spy | Jac Venza, producător executiv; Jonathan Powell, producător; Samuel Paul, seriesproducător                                                                                  | PBS         |       |
| 1981–1982 (34) | |             |       |
| Marco Polo | Vincenzo Labella, producător | NBC         |       |
| Brideshead Revisited | Jac Venza și Robert B. Kotlowitz, producători executivi; Samuel Paul, seriesproducător; Derek Granger, producător                                                           | PBS         |       |
| Flickers | Joan Wilson, producător executiv; Joan Brown, producător | PBS         |       |
| Oppenheimer | Peter Goodchild, producător; Lindsay Law, coordinatingproducător | PBS         |       |
| A Town Like Alice | Joan Wilson, producător executiv; Henry Crawford, producător | PBS         |       |
| 1982–1983 (35) | |             |       |
| Nicholas Nickleby | Colin Callender, producător | Syndicated  |       |
| Smiley's People | Jonathan Powell, producător | Syndicated  |       |
| The Thorn Birds | David L. Wolper și Edward Lewis, producători executivi; Stan Margulies, producător                                                                                          | ABC         |       |
| To Serve Them All My Days | Ken Riddington, producător | CBS         |       |
| The Winds of War | Dan Curtis, producător | ABC         |       |
| 1983–1984 (36) | |             |       |
| Concealed Enemies | Lindsay Law și David Elstein, producători executivi; Peter B. Cook, producător                                                                                              | PBS         |       |
| Chiefs | Martin Manulis, producător executiv; Jerry London, producător supervizor; John E. Quill, producător                                                                         | CBS         |       |
| George Washington | David Gerber, producător executiv; Buzz Kulik, producător supervizor; Richard Fielder, producător                                                                           | CBS         |       |
| Nancy Astor | Philip Hinchcliffe, producător | PBS         |       |
| Reilly, Ace of Spies | Verity Lambert, producător executiv; Chris Burt, producător | PBS         |       |
| 1984–1985 (37) | |             |       |
| The Jewel in the Crown | Denis Forman, producător executiv; Christopher Morahan, producător | PBS         |       |
| Ellis Island | Gabriel Katzka și Frank Konigsberg, producători executivi; Jerry London, producător supervizor; Nick Gillott, producător                                                    | CBS         |       |
| Robert Kennedy și His Times | Rick Rosenberg și Robert W. Christiansen, producători | CBS         |       |
| Space | Richard Berg, producător executiv; Martin Manulis, producător; Allan Marcil, coproducer; Jack Clements și Robert Birnbaum, coordinatingproducători                          | CBS         |       |
| A Woman of Substance | Ian Warren și Tom Donald, producători executivi; Diane Baker, producător | OPT         |       |
| 1985–1986 (38) | |             |       |
| Peter the Great | Lawrence Schiller, producător executiv; Marvin J. Chomsky, producător; Konstantin Thoeren, lineproducător                                                                   | NBC         |       |
| Dress Gray | Francis von Zerneck, producător executiv; Glenn Jordan și William Beaudine Jr., producători                                                                                 | NBC         |       |
| The Long Hot Summer | Leonard Hill și John Thomas Lenox, producători executivi; Ronald Gilbert, producător supervizor; Dori Weiss, producător                                                     | NBC         |       |
| Lord Mountbatten: The Last Viceroy | George Walker, producător executiv; Judith de Paul, producător | PBS         |       |
| On Wings of Eagles | Edgar J. Scherick, producător executiv; Lynn Raynor, producător | NBC         |       |
| 1986–1987 (39) | |             |       |
| A Anin the Life | Joshua Brand și John Falsey, producători executivi; Stephen Cragg, producător                                                                                               | NBC         |       |
| Anastasia: The Mystery of Anna | Michael Lepiner și Kenneth Kaufman, producători executivi; Graham Cottle, producător supervizor; Marvin J. Chomsky, producător                                              | NBC         |       |
| Nutcracker: Money, Madness și Murder | Chuck McLain și William Hanley, producători executivi; William Beaudine Jr., producător                                                                                     | NBC         |       |
| Out on a Limb | Stan Margulies, producător; Colin Higgins, coproducer | ABC         |       |
| The Two Mrs. Grenvilles | Susan G. Pollock, producător executiv; John Erman, producător supervizor; Preston Fischer, producător                                                                       | NBC         |       |
| 1987–1988 (40) | |             |       |
| The Murder of Mary Phagan | George Stevens Jr., producător | NBC         |       |
| Baby M | Ilene Amy Berg, producător executiv; Gordon Freedman, producător | ABC         |       |
| Billionaire Boys Club | Donald March, producător executiv; Marvin J. Chomsky, producător supervizor; Marcy Gross și Ann Weston, producători                                                         | NBC         |       |
| The Bourne Identity | Gayle Scott și Alan Shayne, producători executivi; Carol Sobieski, producător supervizor; Frederick Muller, producător; Martin Rabbett, coproducer                          | ABC         |       |
| Lincoln | Sheldon Pinchuk, Bill Finnegan și Patricia Finnegan, producători executivi; Robert W. Christiansen și Rick Rosenberg, producători                                           | NBC         |       |
| Notă: Inițial nominalizat la această categorie în 1988, Rumpole of the Bailey (PBS) a devenit ulterior neeligibil și apoi a fost mutat la categoria dramă. În anul 2016, Academy of Television Arts & Sciences și Internet Movie Database încă listau în mod incorect Rumpole of the Bailey ca nominalizat. | |             |       |
| 1988–1989 (41) | |             |       |
| War și Remembrance | Dan Curtis, producător executiv; Barbara Steele, producător | ABC         |       |
| I Know My First Name is Steven | Andrew Adelson, producător executiv; Kim C. Friese, producător | NBC         |       |
| Lonesome Dove | Suzanne de Passe și William D. Wittliff, producători executivi; Robert Halmi Jr., coproducător executiv; Dyson Lovell, producător; Michael Weisbarth, producător supervizor | CBS         |       |
| A Perfect Spy | Jonathan Powell, producător executiv; Colin Rogers, producător | PBS         |       |
| The Women of Brewster Place | Carole Isenberg și Oprah Winfrey, producători executivi; Karen Hall, producător supervizor; Patricia K. Meyer și Reuben Cannon, producători; Barbara Black, producător      | ABC         |       |

### Anii 1990
| An                            | Miniserie | Producători | Rețea |
| ----------------------------- | --- | ----------- | ----- |
| 1989-1990 (42)                | |             |       |
| Drug Wars: The Camarena Story | Michael Mann, producător executiv; Richard Brams, coproducător executiv; Christopher Canaan, Ann Powell și Rose Schacht, producători supervizori; Branko Lustig, producător; Mark Allan, coproducător | NBC         |       |
| Blind Faith                   | Susan Baerwald and Dan Wigutow, producători executivi; Daniel Franklin, coproducător | NBC         |       |
| Family of Spies               | Gerald W. Abrams și Jennifer Alward, producători executivi; Jonathan Bernstein, producător; William Dunne, coproducător                                                                               | CBS         |       |
| The Kennedys of Massachusetts | Susan G. Pollock and Edgar J. Scherick, producători executivi; Michael Barnathan și Gary Hoffman, coproducători executivi; Lynn Raynor, producător                                                    | ABC         |       |
| Small Sacrifices              | Suzanne De Passe și Louis Rudolph, producători executivi; S. Bryan Hickox, producător | ABC         |       |

- În 1991, categoria a fost desființată; miniseriile din 1991 au concurat în categoria Outstanding Drama/Comedy Special and Miniseries. Academia și-a anulat decizia în anul următor și filmele au concurat din nou într-o categorie separată.

| An                                  | Miniserie | Producători | Rețea |
| ----------------------------------- | --- | ----------- | ----- |
| 1990–1991 (43)                      | |             |       |
| Separate but Equal                  | Stan Margulies și George Stevens Jr., producători executivi                                                                                          | ABC         |       |
| Decoration Day (film TV)            | Marian Rees, producător executiv; Joyce Corrington, coproducător; Dick Gallegly, producător; Anne Hopkins, producător                                | NBC         |       |
| The Josephine Baker Story (film TV) | Robert Halmi și David Puttnam, producători executivi; John Kemeny, producător                                                                        | HBO         |       |
| Paris Trout (film TV)               | Diana Kerew, producător executiv; Frank Konigsberg și Larry Sanitsky, producători                                                                    | Showtime    |       |
| Sarah, Plain and Tall (film TV)     | Glenn Close și William Self, producători executivi; Edwin Self, producător supervizor; Glenn Jordan, producător                                      | CBS         |       |
| Switched at Birth                   | Richard Heus, Lawrence Horowitz, Barry Morrow și Michael O'Hara, producători executivi; Mark Sennet, producător supervizor; Ervin Zavada, producător | NBC         |       |

- În 1992, categoria a fost reînființată.

| An | Miniserie | Producători | Rețea |
| --- | --- | ----------- | ----- |
| 1991–1992 (44) | |             |       |
| A Woman Named Jackie | Lester Persky, producător executiv; Tomlinson Dean, coproducător; Lorin Bennett Salob, producător | NBC         |       |
| The Burden of Proof | Mike Robe, producător executiv; Preston Fischer, producător supervizor; John Perrin Flynn, producător | ABC         |       |
| Cruel Doubt | Susan Baerwald, producător executiv/producător; Dan Franklin, coproducător | NBC         |       |
| Drug Wars: The Cocaine Cartel                                                                                             | Michael Mann, producător executiv; Richard Brams și Gordon Greisman, coproducători executivi | NBC         |       |
| In a Child's Name | Helen Verno și Dan Wigutow, producători executivi; Vahan Moosekian, producător supervizor | CBS         |       |
| 1992–1993 (45) | |             |       |
| Prime Suspect 2 | Sally Head, producător executiv; Paul Marcus, producător | PBS         |       |
| Alex Haley's Queen | Bernard Sofronski și David L. Wolper, producători executivi; Mark M. Wolper, producător | CBS         |       |
| Family Pictures | Les Alexander și Don Enright, producători executivi; Joe Broido, producător; Jennifer Miller, coproducător | ABC         |       |
| The Jacksons: An American Dream                                                                                           | Suzanne De Passe și Stan Margulies, producători executivi; Joyce Eliason, producător supervizor; Jermaine Jackson și Margaret Maldonado Jackson, producător                                                                               | ABC         |       |
| Sinatra | Tina Sinatra, producător executiv; Richard Rosenbloom, producător | CBS         |       |
| 1993–1994 (46) | |             |       |
| Prime Suspect 3 | Sally Head, producător executiv; Paul Marcus, producător | PBS         |       |
| Oldest Living Confederate Widow Tells All                                                                                 | Frank Konigsberg și Larry Sanitsky, producători executivi; Joyce Eliason, producător supervizor; Jack Clements, producător | CBS         |       |
| The Stand | Stephen King și Richard P. Rubinstein, producători executivi; Peter McIntosh, producător supervizor; Mitchell Galin, producător | ABC         |       |
| Tales of the City | Tim Bevan, Richard Kramer, Armistead Maupin și Sigurjon Sighvatsson, producători executivi; Antony Root, producător supervizor; Alan Poul, producător                                                                                     | PBS         |       |
| World War II: When Lions Roared                                                                                           | Ethel Winant, producător executiv; Bruce Kerner, producător supervizor; David W. Rintels, producător; Victoria Riskin, coproducător | NBC         |       |
| 1994–1995 (47) | |             |       |
| Joseph | Gerald Rafshoon, producător executiv; Laura Fattori, lineproducător; Lorenzo Minoli, producător | TNT         |       |
| Buffalo Girls | Suzanne de Passe, producător executiv; Sandra Saxon Brice și Suzanne Coston, producător | CBS         |       |
| Children of the Dust | Joyce Eliason și Frank Konigsberg, producători executivi; Harold Tichenor, producător | CBS         |       |
| Martin Chuzzlewit | Rebecca Eaton și Michael Wearing, producători executivi; Chris Parr, producător | PBS         |       |
| A Woman of Independent Means                                                                                              | Sally Field, producător executiv; Preston Fischer, coproducător executiv; Philip Kleinbart, producător supervizor; Robert Greenwald, producător; Steve Saeta, coproducător                                                                | NBC         |       |
| 1995–1996 (48) | |             |       |
| Călătoriile lui Gulliver                                                                                                  | Robert Halmi, Sr. și Brian Henson, producători executivi; Duncan Kenworthy, producător | NBC         |       |
| Andersonville | John Frankenheimer și Ethel Winant, producători executivi; David W. Rintels, producător; Diane Smith, coproducător | TNT         |       |
| Hiroshima | Andrew Adelson, Michael Campus, Tetsuya Ikeda, Paul Painter și Robin Spry, producători executivi; Tracey Alexander, coproducător executiv; Kazutoshi Wadakura, producător                                                                 | Showtime    |       |
| Moses | Gerald Rafshoon, producător executiv; Laura Fattori, producător; Lorenzo Minoli, producător | TNT         |       |
| Pride și Prejudice | Michael Wearing, producător executiv; Sue Britwistle, producător | A&E         |       |
| 1996–1997 (49) | |             |       |
| Prime Suspect 5: Errors of Judgement                                                                                      | Rebecca Eaton și Gub Neal, producători executivi; Lynn Horsford, producător | PBS         |       |
| In Cold Blood | Robert Halmi, Sr., producător executiv; Tom Rowe, producător | CBS         |       |
| The Last Don | Joyce Eliason, Frank Konigsberg și Larry Sanitsky, producători executivi; Jim Davis, producător | CBS         |       |
| The Odyssey | Francis Ford Coppola, Fred Fuchs, Robert Halmi, Sr. și Nicholas Meyer, producători executivi; Dyson Lovell, producător | NBC         |       |
| The Shining | Stephen King, producător executiv; Elliot Friedgen, producător supervizor; Mark Carliner, producător | ABC         |       |
| 1997–1998 (50) | |             |       |
| From the Earth to the Moon                                                                                                | Tom Hanks, producător executiv; Tony To, coproducător executiv; John Melfi și Graham Yost, producători supervizori; Michael Bostick, Brian Grazer și Ron Howard, producători; Erik Bork, Bruce Richmond și Janace Tashjian, coproducători | HBO         |       |
| George Wallace | Mark Carliner, producător executiv; Mitch Engel și James Sbardellati, producători; John Frankenheimer și Julian Krainin, producători; Ethel Winant, coproducător                                                                          | TNT         |       |
| Merlin | Robert Halmi, Sr., producător executiv; Dyson Lovell, producător; Chris Thompson, lineproducător | NBC         |       |
| Moby Dick | Francis Ford Coppola, Fred Fuchs și Robert Halmi, Sr., producători executivi; Steve McGlothen, Kris Noble și Franc Roddam, producători | USA         |       |
| More Tales of the City | Tim Bevan, Suzanne Girard și Alan Poul, producători executivi; Kevin Tierney, producător | Showtime    |       |
| 1998–1999 (51) | |             |       |
| Hornblower (“The Even Chance,” “The Examination for Lieutenant,” “The Duchess și the Devil,” “The Frogs și the Lobsters”) | Delia Fine și Vernon Lawrence, producători executivi; Andrew Benson, producător | A&E         |       |
| The ’60s | Lynda Obst, producător executiv; Jim Chory, producător | NBC         |       |
| Great Expectations | Rebecca Eaton și Michael Wearing, producători executivi; David Snodin, producător | PBS         |       |
| Joan of Arc | Graham Flashner, Ed Gernon și Peter Sussman, producători executivi; Andrew Deane Brenda Friend, coproducători executivi; Peter Bray, producător                                                                                           | CBS         |       |
| The Temptations | Suzanne Coston, Suzanne de Passe și David V. Picker, producători executivi; Jay Benson, producător | NBC         |       |

### Anii 2000
| Year                                     | Program | producători | Rețea |
| ---------------------------------------- | --- | ----------- | ----- |
| 1999–2000 (52)                           | |             |       |
| The Corner                               | Robert F. Colesberry, David Mills și David Simon, producători executivi; Nina Kostroff Noble, producător | HBO         |       |
| Arabian Nights                           | Robert Halmi, Sr. și Robert Halmi, Jr., producători executivi; Howard Ellis, producător supervizor; Dyson Lovell, producător | ABC         |       |
| The Beach Boys: An American Family       | Neil Meron, John Stamos și Craig Zadan, producători executivi; Jeff Bleckner, coproducător executiv; John Whitman, producător | ABC         |       |
| Jesus                                    | Lorenzo Minoli și Judd Parkin, producători executivi; Frank Konigsberg, coproducător executiv; Russell Kagan și Paolo Piria, producător | CBS         |       |
| P. T. Barnum                             | Delia Fine, David V. Picker și Kevin Tierney, producători executivi; Suzanne Girard, producător | A&E         |       |
| 2000–2001 (53)                           | |             |       |
| Anne Frank: The Whole Story              | Hans Proppe, producător executiv; David Kappes, producător | ABC         |       |
| Further Tales of the City                | Tim Bevan, Luc Chatelain, Suzanne Girard, Armistead Maupin, Alan Poul, producător executiv | Showtime    |       |
| Hornblower (“Mutiny”)                    | Michele Buck și Delia Fine, producători executivi; Andrew Benson, producător | A&E         |       |
| Life with Judy Garland: Me și My Shadows | Ed Gernon, Neil Meron, Peter Sussman și Craig Zadan, producător executiv; Robert Ackerman, Kirk Ellis și Lorna Luft, coproducători executivi; Philip Von Alvensleben, producător supervizor; Robert Freedman și John Ryan, producători                                     | ABC         |       |
| Nuremberg                                | Gerald Abrams, Alec Baldwin, Jon Cornick, Suzanne Girard și Peter Sussman, producători executivi; Mychele Boudrias și Ian McDougall, producători | TNT         |       |
| 2001–2002 (54)                           | |             |       |
| Band of Brothers                         | Tom Hanks și Steven Spielberg, producători executivi; Stephen E. Ambrose, Gary Goetzman și Tony To, coproducători executivi; Erik Bork și Erik Jendresen, producători supervizori; Mary Richards, producător                                                               | HBO         |       |
| Dinotopia                                | Robert Halmi, Jr. și Robert Halmi, Sr., producători executivi; Howard Ellis, producător supervizor; William P. Cartlidge și Dusty Symonds, producător | ABC         |       |
| The Mists of Avalon                      | Lisa Alexander, James Coburn și Mark M. Wolper, producători executivi; Bernd Eichinger, producător; Gideon Amir, producător | TNT         |       |
| Shackleton                               | Francesca Barra și Delia Fine, producători executivi; Emilio Nunez, producător supervizor; Selwyn Roberts, producător | A&E         |       |
| 2002–2003 (55)                           | |             |       |
| Taken                                    | Leslie Bohem și Steven Spielberg, producători executivi; Joe M. Aguilar, Steve Beers și Darryl Frank, coproducători executivi; Richard Heus, producător | Sci Fi      |       |
| Hitler: The Rise of Evil                 | Ed Gernon și Peter Sussman, producători executivi; Christian Duguay și Diana Kerew, coproducători executivi; Ian McDougall și Phillip Von Alvensleben, producători supervizori; John Ryan, producător                                                                      | CBS         |       |
| Napoléon                                 | Marc Vade, producător executiv; Delia Fine, producător executiv for A&E; David Craig, producător supervizor for A&E; Gérard Depardieu și Jean-Pierre Guérin, producători                                                                                                   | A&E         |       |
| 2003–2004 (56)                           | |             |       |
| Angels in America                        | Cary Brokaw și Mike Nichols, producători executivi; Mike Haley, coproducător executiv; Celia Costas, producător | HBO         |       |
| American Family (Sezonul 1)              | Robert Greenblatt, David Janollari, Barbara Martinez Jitner și Gregory Nava, producători executivi; Eric L. Gold, coproducător executiv | PBS         |       |
| Hornblower (“Loyalty,” “Duty”)           | Michele Buck și Delia Fine, producători executivi; Emilio Nunez, producător supervizor Andrew Benson, producător | A&E         |       |
| Prime Suspect 6: The Last Witness        | Rebecca Eaton și Andy Harries, producători executivi; David Boulter, producător | PBS         |       |
| Traffic                                  | Colin Cotter, Ron Hutchinson și Graham King, producători executivi; Stephen Hopkins, producător; Jay Benson, producător | USA         |       |
| 2004–2005 (57)                           | |             |       |
| The Lost Prince                          | Joanna Beresford, Rebecca Eaton, Peter Fincham și David M. Thompson, producători executivi; John Chapman, producător | PBS         |       |
| The 4400 (Sezonul 1)                     | Ira Steven Behr, Rene Echeverria și Maira Suro, producători executivi; Scott Peters, coproducător executiv; Yves Simoneau, producător; Brent Karl Clackson, producător | USA         |       |
| Elvis                                    | Howard Braunstein, Robert Greenblatt, Michael Jaffe și David Janollari, producători executivi; Thomas Becker, Ilene Kahn Power și Jorg Westerkamp, coproducători executivi; Kimberly C. Anderson și Malcolm Petal, producători supervizori; Judy Cairo-Simpson, producător | CBS         |       |
| Empire Falls                             | Paul Newman, Marc Platt, Fred Schepisi și Scott Steindorff, producători executivi; William Teitler, producător | HBO         |       |
| 2005–2006 (58)                           | |             |       |
| Elizabeth I                              | George Faber, Suzan Harrison, Charles Pattinson și Nigel Williams, producători executivi; Barney Reisz, producător | HBO         |       |
| Bleak House                              | Rebecca Eaton, producător executiv; Nigel Stafford-Clark, producător | PBS         |       |
| Into the West                            | Steven Spielberg, producător executiv; Justin Falvey, Darryl Frank și William Mastrosimone, coproducători executivi; Kirk Ellis, producător supervizor; Larry Rapaport, producător; David A. Rosemont, producător                                                          | TNT         |       |
| Sleeper Cell (Sezonul 1)                 | Ethan Reiff și Cyrus Voris, producători executivi; Janet Tamaro, producător; Ann Kindberg, producător | Showtime    |       |
| 2006–2007 (59)                           | |             |       |
| Broken Trail                             | Stanley M. Brooks, Robert Duvall și Robert Carliner, producători executivi; Chad Oakes și Damian Ganczewski, producători; Walter Hill, producător | AMC         |       |
| Prime Suspect: The Final Act             | Rebecca Eaton și Andy Harries, producători executivi; Andrew Benson, producător | PBS         |       |
| The Starter Wife                         | Josann McGibbon, Sara Parriott, Jon Avnet, Stephanie Davis, Howard Klein și Gigi Levangie Grazer, producători executivi; Jeff Hayes, coproducător executiv; Marsha Oglesby, producător                                                                                     | USA         |       |
| 2007–2008 (60)                           | |             |       |
| John Adams                               | Tom Hanks și Gary Goetzman, producători executivi; Kirk Ellis și Frank Doelger, coproducători executivi; David Coatsworth și Steven Shareshian, producător | HBO         |       |
| The Andromeda Strain                     | Ridley Scott, Tony Scott, David W. Zucker și Tom Thayer, producători executivi; Mikael Salomon, coproducător executiv; Clara George, producător | A&E         |       |
| Cranford                                 | Kate Harwood și Rebecca Eaton, producători executivi; Sue Birtwistle, producător | PBS         |       |
| Tin Man                                  | Robert Halmi, Sr., Robert Halmi, Jr., Michael O'Connor, Steven Long Mitchell și Craig W. Van Sickle, producători executivi; Matthew O'Connor, producător | Sci Fi      |       |
| 2008–2009 (61)                           | |             |       |
| Little Dorrit                            | Anne Pivcevic și Rebecca Eaton, producători executivi; Lisa Osborne, producător | PBS         |       |
| Generation Kill                          | David Simon, Ed Burns și George Faber, producători executivi; Nina Kostroff Noble, coproducător executiv; Andrea Calderwood, producător | HBO         |       |

### Anii 2010
| An                                                        | Program | Producători      | Rețea |
| --------------------------------------------------------- | --- | ---------------- | ----- |
| 2009–2010 (62)                                            | |                  |       |
| The Pacific                                               | Tom Hanks, Steven Spielberg și Gary Goetzman, producători executivi; Tony To, Graham Yost, Eugene Kelly și Bruce C. McKenna, coproducător executiv; Tim Van Patten, producător supervizor; Cherylanne Martin, Todd London și Steven Shareshian, producători                                                   | HBO              |       |
| Return to Cranford                                        | Kate Harwood, producător executiv, BBC; Sue Birtwistle, producător, BBC | PBS              |       |
| 2010–2011 (63)                                            | |                  |       |
| Downton Abbey (Sezonul 1)                                 | Gareth Neame, Rebecca Eaton și Julian Fellowes, producători executivi; Tony To, Graham Yost, Eugene Kelly și Bruce C. McKenna, coproducător executiv; Nigel Marchant, producător; Liz Trubridge, seriesproducător;                                                                                            | PBS              |       |
| Cinema Verite (Film TV)                                   | Gavin Polone și Zanne Devine, producători executivi; Karyn McCarthy, producător | HBO              |       |
| The Kennedys                                              | Jonathan Koch, Steve Michaels, Jon Cassar, Stephen Kronish, Michael Prupas, Jamie Paul Rock, Joel Surnow, David McKillop, Dirk Hoogstra, Christine Shipton și Tara Ellis, producători executivi; Brian Gibson, producător supervizor                                                                          | ReelzChannel     |       |
| Mildred Pierce                                            | Christine Vachon, Pamela Koffler, John Wells și Todd Haynes, producători executivi; Ilene S. Landress, coproducător executiv | HBO              |       |
| The Pillars of the Earth                                  | David A. Rosemont, Jonas Bauer, Tim Halkin, Michael Prupas, David W. Zucker, Rola Bauer, Ridley Scott și Tony Scott, producători executivi; John Ryan, producător | Starz            |       |
| Too Big to Fail (Film TV)                                 | Curtis Hanson, Paula Weinstein și Jeffrey Levine, producători executivi; Carol Fenelon, coproducător executiv; Ezra Swerdlow, producător | HBO              |       |
| 2011–2012 (64)                                            | |                  |       |
| Game Change (Film TV)                                     | Tom Hanks, Gary Goetzman și Jay Roach, producători executivi; Danny Strong și Steven Shareshian, coproducători executivi; Amy Sayres, producător | HBO              |       |
| American Horror Story                                     | Ryan Murphy, Brad Falchuk și Dante Di Loreto, producători executivi | FX               |       |
| Hatfields & McCoys                                        | Leslie Greif, Nancy Dubuc și Dirk Hoogstra, producători executivi; Barry Berg, producător supervizor; Kevin Costner, Darrell Fetty, Herb Nanas, producător by; și Vlad Paunescu, producător | History          |       |
| Hemingway & Gellhorn (Film TV)                            | Peter Kaufman, Trish Hofmann, James Gandolfini, Alexandra Ryan și Barbara Turner, producători executivi; Nancy Sanders și Mark Armstrong, coproducător executiv | HBO              |       |
| Luther (Sezonul 2)                                        | Phillippa Giles, producător executiv; Katie Swinden, producător | BBC America      |       |
| Sherlock: "A Scandal in Belgravia" (Film TV)              | Beryl Vertue, Steven Moffat, Mark Gatiss, Rebecca Eaton și Bethan Jones, producători executivi; Sue Vertue, producător | PBS              |       |
| 2012–2013 (65)                                            | |                  |       |
| Behind the Candelabra (Film TV)                           | Jerry Weintraub, producător executiv; Gregory Jacobs, Susan Ekins și Michael Polaire, producători | HBO              |       |
| American Horror Story: Asylum                             | Ryan Murphy, Brad Falchuk, Dante Di Loreto și Tim Minear, producători executivi; Jennifer Salt, James Wong, Jessica Sharzer și Bradley Buecker, coproducători executivi; și Alexis Martin Woodall, producător                                                                                                 | FX               |       |
| The Bible                                                 | Mark Burnett, Roma Downey, Richard Bedser, Nancy Dubuc, Dirk Hoogstra, Julian P. Hobbs, producători executivi | History          |       |
| Phil Spector (Film TV)                                    | Barry Levinson și David Mamet, producători executivi; și Michael Hausman, producător | HBO              |       |
| Political Animals                                         | Greg Berlanti, Laurence Mark și Sarah Caplan, producători executivi; și Melissa Kellner Berman, coproducător executiv | USA              |       |
| Top of the Lake (Sezonul 1)                               | Emile Sherman, Iain Canning și Jane Campion, producători executivi; și Philippa Campbell, producător | Sundance Channel |       |
| 2013–2014 (66)                                            | |                  |       |
| Fargo (Sezonul 1)                                         | Noah Hawley, Warren Littlefield și Geyer Kosinski, producători executivi; John Cameron, coproducător executiv; și Chad Oakes, Mike Frislev și Kim Todd, producători | FX               |       |
| American Horror Story: Coven                              | Ryan Murphy, Brad Falchuk, Dante Di Loreto și Tim Minear și Jennifer Salt, producători executivi; Bradley Buecker, James Wong, Jessica Sharzer, Douglas Petrie și Alfonso Gomez-Rejon, coproducători executivi; Alexis Martin Woodall, producător; și Joseph Incaprera, producător                            | FX               |       |
| Bonnie & Clyde                                            | Craig Zadan și Neil Meron, producători executivi; John Rice și Joe Batteer, coproducători executivi; și David A. Rosemont, producător | Lifetime         |       |
| Luther (Sezonul 3)                                        | Phillippa Giles, producător executiv; și Claire Bennett, producător | BBC America      |       |
| Treme (Sezonul 4)                                         | David Simon, Nina Kostroff Noble, Eric Overmyer, George Pelecanos și Carolyn Strauss, producători executivi; și Joseph Incaprera, producător | HBO              |       |
| The White Queen                                           | John Griffin, Colin Callender, George Faber, Charles Pattinson, Philippa Gregory, Eurydice Gysel și Jan Vrints, producători executivi; Polly Hill, producător executiv for BBC; și Gina Cronk, producător | Starz            |       |
| 2014–2015 (67)                                            | |                  |       |
| Olive Kitteridge                                          | Gary Goetzman, Tom Hanks, Jane Anderson și Frances McDormand, producători executivi; Steven Shareshian, coproducător executiv; și David Coatsworth, producător | HBO              |       |
| American Crime (Sezonul 1)                                | John Ridley și Michael J. McDonald, producători executivi; Julie Hébert, Stacy A. Littlejohn și Diana Son, coproducători executivi; Keith Huff, producător supervizor; și Lori-Etta Taub, producător | ABC              |       |
| American Horror Story: Freak Show                         | Ryan Murphy, Brad Falchuk, Dante Di Loreto, Tim Minear, Jennifer Salt, Bradley Buecker și James Wong, producători executivi; Jessica Sharzer, coproducător executiv; Alexis Martin Woodall, producător; și Robert M. Williams, Jr., producător                                                                | FX               |       |
| The Honorable Woman                                       | Greg Brenman, producător executiv; Abi Bach, producător; și Hugo Blick, producător | SundanceTV       |       |
| Wolf Hall                                                 | Colin Callender, John Yorke, Polly Hill și Rebecca Eaton, producători executivi; și Mark Pybus, producător | PBS              |       |
| 2015–2016 (68)                                            | |                  |       |
| The People v. O. J. Simpson: American Crime Story         | Ryan Murphy, Nina Jacobson, Brad Simpson, Brad Falchuk, Scott Alexander și Larry Karaszewski, producători executivi; D. V. DeVincentis și Anthony Hemingway, coproducători executivi; Alexis Martin Woodall și John Travolta, producători; și Chip Vucelich, producător                                       | FX               |       |
| American Crime (Sezonul 2)                                | John Ridley și Michael J. McDonald, producători executivi; Julie Hébert, Stacy A. Littlejohn și Diana Son, coproducători executivi; Keith Huff, producător supervizor; și Lori-Etta Taub, producător | ABC              |       |
| Fargo (Sezonul 2)                                         | Noah Hawley, Warren Littlefield, John Cameron, Joel Coen, Ethan Coen, Kim Todd, Chad Oakes și Michael Frislev, producători | FX               |       |
| The Night Manager                                         | Stephen Garrett, Simon Cornwell, Stephen Cornwell, Susanne Bier, David Farr, John le Carré, Tom Hiddleston, Hugh Laurie, Alexei Boltho și William D. Johnson, producători executivi; și Rob Bullock, producător                                                                                               | AMC              |       |
| Roots                                                     | Barry Jossen, Lawrence Konner, Mark Rosenthal, Will Packer, Marc Toberoff și Mark M. Wolper, producători executivi; LeVar Burton și Korin D. Huggins, coproducători executivi; Ann Kindberg, producător; și Alissa M. Kantrow, producător                                                                     | History          |       |
| 2016–2017 (69)                                            | |                  |       |
| Marile minciuni nevinovate (Sezonul 1)                    | David E. Kelley, Jean-Marc Vallée, Reese Witherspoon, Bruna Papandrea, Nicole Kidman, Per Saari, Gregg Fienberg și Nathan Ross, producători executivi; Barbara A. Hall, producător | HBO              |       |
| Fargo (Sezonul 3)                                         | Noah Hawley, Warren Littlefield, John Cameron, Joel Coen, Ethan Coen, producători executivi; Bob DeLaurentis, Matt Wolpert, Ben Nedivi și Steve Blackman, co-producători executivi; Monica Beletsky și Kim Todd, producători supervizori; Leslie Cowan, Chad Oakes, Mike Frislev și Regis Kimble, producători | FX               |       |
| Feud: Bette and Joan                                      | Ryan Murphy, Dede Gardner, Tim Minear și Alexis Martin Woodall, producători executivi; Chip Vucelich, co-producător executiv; John J. Gray, producător supervizor; Jaffe Cohen, Renee Tab, Michael Zam, Jessica Lange și Susan Sarandon, producători                                                          | FX               |       |
| Genius (Einstein)                                         | Ron Howard, Brian Grazer, Francie Calfo, Gigi Pritzker, Rachel Shane, Sam Sokolow și Kenneth Biller, producători executivi; Noah Pink, co-producător executiv; Robert M. Williams, Jr., producător | Nat Geo          |       |
| The Night Of                                              | Steven Zaillian, Richard Price și Jane Tranter, producători executivi; Garrett Basch, co-producător executiv; Scott Ferguson, producător | HBO              |       |
| 2017–2018 (70)                                            | |                  |       |
| The Assassination of Gianni Versace: American Crime Story | Ryan Murphy, Nina Jacobson, Brad Simpson, Alexis Martin Woodall, Tom Rob Smith, Daniel Minahan, Brad Falchuk, Scott Alexander și Larry Karaszewski, producători executivi; Chip Vucelich, co-producător executiv; Eric Kovtun, Lou Eyrich și Eryn Krueger Mekash, producători                                 | FX               |       |
| The Alienist                                              | Hossein Amini, E. Max Frye, Rosalie Swedlin, Steve Golin, Chris Symes, Jakob Verbruggen, Cary Joji Fukunaga și Eric Roth, producători executivi; Jamie Payne, Marshall Persinger, Ben Rosenblatt și Seth Fisher, co-producători executivi                                                                     | TNT              |       |
| Genius: Picasso                                           | Kenneth Biller, Brian Grazer, Ron Howard, Francie Calfo, Gigi Pritzker, Rachel Shane și Sam Sokolow, producători executivi; Raf Green, Wendy Riss Gatsiounis și Noah Pink, co-producători executivi; Matthew Newman, producător supervizor; Kelly M. Manners, producător                                      | Nat Geo          |       |
| Godless                                                   | Casey Silver, Steven Soderbergh și Scott Frank, producători executivi; Jessica Levin, producător; Michael Malone, producător | Netflix          |       |
| Patrick Melrose                                           | Rachael Horovitz, Michael Jackson, Adam Ackland, Benedict Cumberbatch și Helen Flint, producători executivi; Stephen Smallwood, producător | Showtime         |       |
| 2018–2019 (71)                                            | |                  |       |
| Cernobîl                                                  | Craig Mazin, Carolyn Strauss și Jane Featherstone, producători executivi; Johan Renck și Chris Fry, co-producători executivi; Sanne Wohlenberg, producător | HBO              |       |
| Escape at Dannemora                                       | Ben Stiller, Michael Tolkin, Brett Johnson, Michael De Luca, Bryan Zuriff, Nicholas Weinstock și William Carraro, producători executivi; Adam Brightman și Lisa M. Rowe, producători | Showtime         |       |
| Fosse/Verdon                                              | Steven Levenson, Thomas Kail, Lin-Manuel Miranda, Joel Fields, George Stelzner, Sam Rockwell și Michelle Williams, producători executivi; Nicole Fosse, Charlotte Stoudt și Tracey Scott Wilson, co-producători executivi; Kate Sullivan și Brad Carpenter, producător; Erica Kay, producător                 | FX               |       |
| Sharp Objects                                             | Marti Noxon, Jason Blum, Gillian Flynn, Amy Adams, Jean-Marc Vallée, Nathan Ross, Gregg Fienberg, Jessica Rhoades, Charles Layton, Marci Wiseman și Jeremy Gold, producători executivi; Vince Calandra, co-producător executiv; David Auge, producător                                                        | HBO              |       |
| When They See Us                                          | Ava DuVernay, Jeffrey Skoll, Jonathan King, Jane Rosenthal, Robert De Niro, Berry Welsh și Oprah Winfrey, producători executivi | Netflix          |       |

### Anii 2020
| An                                         | Program | Producători | Rețea |
| ------------------------------------------ | --- | ----------- | ----- |
| 2019–2020 (72)                             | |             |       |
| Watchmen                                   | Damon Lindelof, Tom Spezialy, Nicole Kassell, Stephen Williams și Joseph E. Iberti, producători executivi; Ron Schmidt și Carly Wray, co-producători executivi; Lila Byock, Nick Cuse și Christal Henry, producători supervizori; Karen Wacker și John Blair, producători | HBO         |       |
| Little Fires Everywhere                    | Reese Witherspoon, Lauren Neustadter, Kerry Washington, Pilar Savone, Liz Tigelaar și Lynn Shelton, producători executivi; Merri Howard, Nancy Won, Attica Locke, Raamla Mohamed și Amy Talkington, co-producători executivi; Harris Danow, Rosa Handelman, Shannon Houston și Celeste Ng, producători | Hulu        |       |
| Mrs. America                               | Dahvi Waller, Stacey Sher, Coco Francini, Cate Blanchett, Anna Boden și Ryan Fleck, producători executivi; Micah Schraft și James Skotchdopole, co-producători executivi; Tanya Barfield și Boo Killebrew, producători | FX          |       |
| Unbelievable                               | Susannah Grant, Sarah Timberman, Carl Beverly, Lisa Cholodenko, Ayelet Waldman, Michael Chabon, Katie Couric, Richard Tofel, Neil Barsky, Robyn Semien și Marie, producători executivi; Jennifer Schuur și Becky Mode, co-producători executivi; T. Christian Miller, Ken Armstrong, Kate DiMento și Chris Leanza, producători; John Vohlers, producător                                                                        | Netflix     |       |
| Unorthodox                                 | Anna Winger și Henning Kamm, producători executivi; Alexa Karolinski, producător | Netflix     |       |
| 2020–2021 (73)                             | |             |       |
| The Queen's Gambit                         | William Horberg, Allan Scott și Scott Frank, producători executivi; Mick Aniceto, producător; Marcus Loges, producător | Netflix     |       |
| I May Destroy You                          | Michaela Coel, Phil Clarke și Roberto Troni, producători executivi; Simon Meyers și Simon Maloney, producător | HBO         |       |
| Mare of Easttown                           | Paul Lee, Mark Roybal, Craig Zobel, Kate Winslet, Brad Ingelsby, Gavin O'Connor și Gordon Gray, producători executivi; Ron Schmidt, co-producători executivi; Karen Wacker, producător | HBO         |       |
| The Underground Railroad                   | Barry Jenkins, Adele Romanski, Mark Ceryak, Brad Pitt, Dede Gardner, Jeremy Kleiner, Colson Whitehead, Richard Heus și Jacqueline Hoyt, producători executivi; Richleigh Heagh, producător | Prime Video |       |
| WandaVision                                | Kevin Feige, Louis D'Esposito, Victoria Alonso, Matt Shakman și Jac Schaeffer, producători executivi; Mary Livanos și Trevor Waterson, co-producători executivi; Gretchen Enders, producător supervizor; Chuck Hayward, producător | Disney+     |       |
| 2021–2022 (74)                             | |             |       |
| The White Lotus                            | Mike White, David Bernad și Nick Hall, producători executivi; Mark Kamine, co-producător executiv | HBO/HBO Max |       |
| Dopesick                                   | Danny Strong, John Goldwyn, Warren Littlefield, Karen Rosenfelt, Barry Levinson, Beth Macy și Michael Keaton, producători executivi; Jane Bartelme, Mandy Safavi, Eoghan O'Donnell, Jessica Mecklenburg, Ann Johnson și Graham Littlefield, co-producători executivi | Hulu        |       |
| The Dropout                                | Elizabeth Meriwether, Katherine Pope, Michael Showalter, Jordana Mollick, Rebecca Jarvis, Taylor Dunn, Victoria Thompson, Liz Heldens și Liz Hannah, producători executivi; Hilton Smith, co-producător executiv; Dan LeFranc, producător supervizor; Amanda Seyfried, Hilary Bettis și Megan Mascena, producători | Hulu        |       |
| Inventing Anna                             | Shonda Rhimes, Betsy Beers și Tom Verica, producători executivi; Matt Byrne, Kathy Ciric, Scott Collins, Alison Eakle și Sara Fischer, co-producători executivi; Abby Ajayi, producător supervizor; Jess Brownell, Holden Chang și Jessica Pressler, producători | Netflix     |       |
| Pam & Tommy                                | Megan Ellison, Sue Naegle, Ali Krug, Seth Rogen, Evan Goldberg, James Weaver, Alex McAtee, Robert Siegel, D.V. DeVincentis, Craig Gillespie, Dylan Sellers și Dave Franco, producători executivi; Chip Vucelich și Sarah Gubbins, co-producători executivi | Hulu        |       |
| 2022–2023 (75)                             | |             |       |
| Beef                                       | Lee Sung Jin, Steven Yeun, Ali Wong, Jake Schreier, Ravi Nandan și Alli Reich, producători executivi; Alice Ju și Carrie Kemper, coproducători executivi; Alex Russell, producător supervizor; Jes Anderson, Savey Cathey, Inman Young și Alex Gayner, producători; Matthew Medlin, producător | Netflix     |       |
| Dahmer – Monster: The Jeffrey Dahmer Story | Ryan Murphy, Ian Brennan, Alexis Martin Woodall, Eric Kovtun, Evan Peters și Janet Mock, producători executivi; Scott Robertson, Sara Stelwagen și Tanase Popa, coproducători executivi; David McMillan, producător supervizor; Todd Nenninger, Lou Eyrich, Todd Kubrak, Reilly Smith, Regis Kimble și Richard Jenkins, producători; Mathew Hart, producător                                                                    | Netflix     |       |
| Daisy Jones & the Six                      | James Ponsoldt, Brad Mendelsohn, Will Graham, Reese Witherspoon, Lauren Neustadter, Scott Neustadter și Michael H. Weber, producători executivi; Jenny Klein, Stacy Traub, Nzingha Stewart, Michael Nelson, Charmaine DeGraté, Susan Coyne și Liz Koe, coproducători executivi; Harris Danow, Judalina Neira și Ashley Strumwasser, producători supervizori; Josie Craven, Taylor Jenkins Reid și Amanda Kay Price, producători | Prime Video |       |
| Fleishman Is in Trouble                    | Taffy Brodesser-Akner, Sarah Timberman, Carl Beverly, Susannah Grant, Jonathan Dayton și Valerie Faris, producători executivi; Diana Schmidt și Cindy Chupack, coproducători executivi; Kate DiMento, producător supervizor; Anne M. Uemura, producător | FX          |       |
| Obi-Wan Kenobi                             | Deborah Chow, Ewan McGregor, Kathleen Kennedy, Michelle Rejwan și Joby Harold, producători executivi; Thomas Hayslip și Katterli Frauenfelder, producători | Disney+     |       |
| 2024 (76)                                  | |             |       |
| Baby Reindeer                              | Richard Gadd, Wim De Greef, Petra Fried, Matt Jarvis și Ed Macdonald, producători executivi; Matthew Mulot, producător | Netflix     |       |
| Fargo (Sezon 5)                            | Noah Hawley, Warren Littlefield, Joel Coen, Ethan Coen, Steve Stark și Kim Todd, producători executivi; Thomas Bezucha, Bob DeLaurentis, April Shih și Caitlin Jackson, co-producători executivi; Regis Kimble și Dana Gonzales, producători; Leslie Cowan, producător | FX          |       |
| Lessons in Chemistry                       | Hannah Fidell, Rosa Handelman, Susannah Grant, Natalie Sandy, Louise Shore, Jason Bateman, Michael Costigan, Brie Larson și Lee Eisenberg, producători executivi; Elijah Allan-Blitz, Mfoniso Udofia, Boo Killebrew, Elissa Karasik, Bonnie Garmus și Tracey Nyberg, co-producători executivi; Teagan Wall, Nicole Delaney și Dr. Shamell Bell, producători                                                                     | Apple TV+   |       |
| Ripley                                     | Steven Zaillian, Garrett Basch, Clayton Townsend, Guymon Casady, Benjamin Forkner, Philipp Keel, Sharon Levy și Charlie Corwin, producători executivi; Ben Rosenblatt, co-producător executiv; Enzo Sisti și Andrew Scott, producători | Netflix     |       |
| True Detective: Night Country              | Issa López, Mari Jo Winkler-Ioffreda, Jodie Foster, Barry Jenkins, Adele Romanski, Mark Ceryak, Chris Mundy, Nic Pizzolatto, Matthew McConaughey, Woody Harrelson, Steve Golin, Richard Brown, Cary Joji Fukunaga și Alan Page Arriaga, producători executivi; Princess Daazhraii Johnson, Cathy Tagnak Rexford și Layla Blackman, producători; Sam Breckman, producător                                                        | HBO         |       |

## Total premii după rețea
| - HBO – 14 - NBC – 10 - PBS – 10 - ABC – 5 - FX – 3 - Netflix — 3 | - Syndicated – 2 - A&E – 1 - AMC – 1 - CBS – 1 - Sci Fi – 1 - TNT – 1 |

## Seriale cu mai multe nominalizări
Unele seriale au fost nominalizate de mai multe ori.
| 5 nominalizări - Prime Suspect 4 nominalizări - American Horror Story 3 nominalizări - Fargo - Hornblower | 2 nominalizări - The Adams Chronicles - American Crime - Columbo - Genius - Luther - McCloud |